# Ашадаш-да-Круш
Ашадаш-да-Круш (порт. Achadas da Cruz)  —  район (фрегезия) в Португалии,  входит в округ Мадейра. Расположен на острове Мадейра. Является составной частью муниципалитета  Порту-Мониш. Население составляет 220 человек на 2001 год. Занимает площадь 10,00 км².